# Oviedo (Florida)
Oviedo is een plaats (city) in de Amerikaanse staat Florida, en valt bestuurlijk gezien onder Seminole County.

## Demografie
Bij de volkstelling in 2000 werd het aantal inwoners vastgesteld op 26.316.
In 2006 is het aantal inwoners door het United States Census Bureau geschat op 30.618, een stijging van 4302 (16.3%).

## Geografie
Volgens het United States Census Bureau beslaat de plaats een oppervlakte van
40,0 km², waarvan 39,2 km² land en 0,8 km² water. Oviedo ligt op ongeveer 17 m boven zeeniveau.

## Plaatsen in de nabije omgeving
De onderstaande figuur toont nabijgelegen plaatsen in een straal van 16 km rond Oviedo.